# Grande Dépression
Pour la crise économique de 1873 à 1896, voir Grande Dépression (1873-1896), pour celle de la fin des années 2000, voir Grande Récession de 2008, pour le concept psychologique, voir Dépression (psychiatrie).
 (avril 2024).
La Grande Dépression (en anglais : Great Depression) ou « crise économique des années 1930 », dite encore « crise de 29 », est une longue phase de crise économique et de récession qui frappe l'économie mondiale à partir du krach boursier américain de 1929 jusqu'à la Seconde Guerre mondiale.
Précédée par la puissante expansion des années 1920, c'est la plus importante dépression économique du XXe siècle. Elle a été accompagnée d'une forte déflation et d'une explosion du chômage et a poussé les autorités à une profonde réforme des marchés financiers.

## Chronologie

### Jeudi noir et conséquences directes

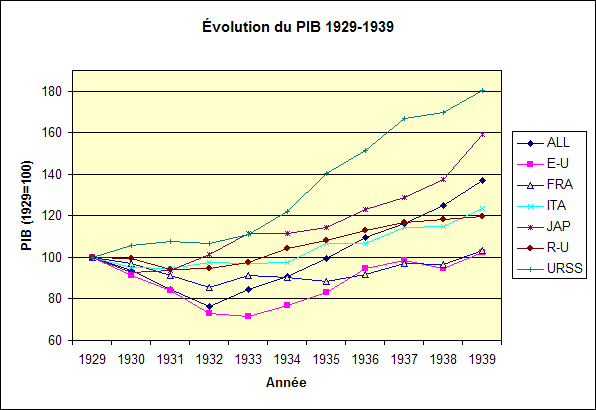
Évolution du PIB de quelques pays entre 1929 et 1939.

Le krach du 24 octobre 1929 produit une perte importante de valeur à la bourse de New York. En raison de la déflation, l'un des principaux problèmes aux États-Unis est qu'une même somme d'argent permet d'acquérir de plus en plus de biens au fur et à mesure de la chute des prix. Dans ces conditions, les agents économiques ont individuellement intérêt à :
- attendre le plus possible avant d'acheter : la consommation chute et la crainte de perdre pousse les commerçants à annuler leurs commandes ;
- garder leurs biens sous forme de monnaie plutôt que d'actifs productifs : l'investissement chute.

L'effet du krach de 1929 sur la Grande Dépression a fait l'objet d'analyses diverses. Il a significativement modifié les pratiques des traders. Gérald M. Loeb, influencé par le krach, fait partie des premiers auteurs à décrire le marché comme trop imprédictible pour investir dans des actions à long terme et à changer durablement les pratiques d'investissement et de spéculation. Pour Paul Samuelson, le krach n'est qu'un des facteurs, d'ailleurs « fortuit », qui ont conduit à la Grande Dépression.

### Crise boursière et bancaire

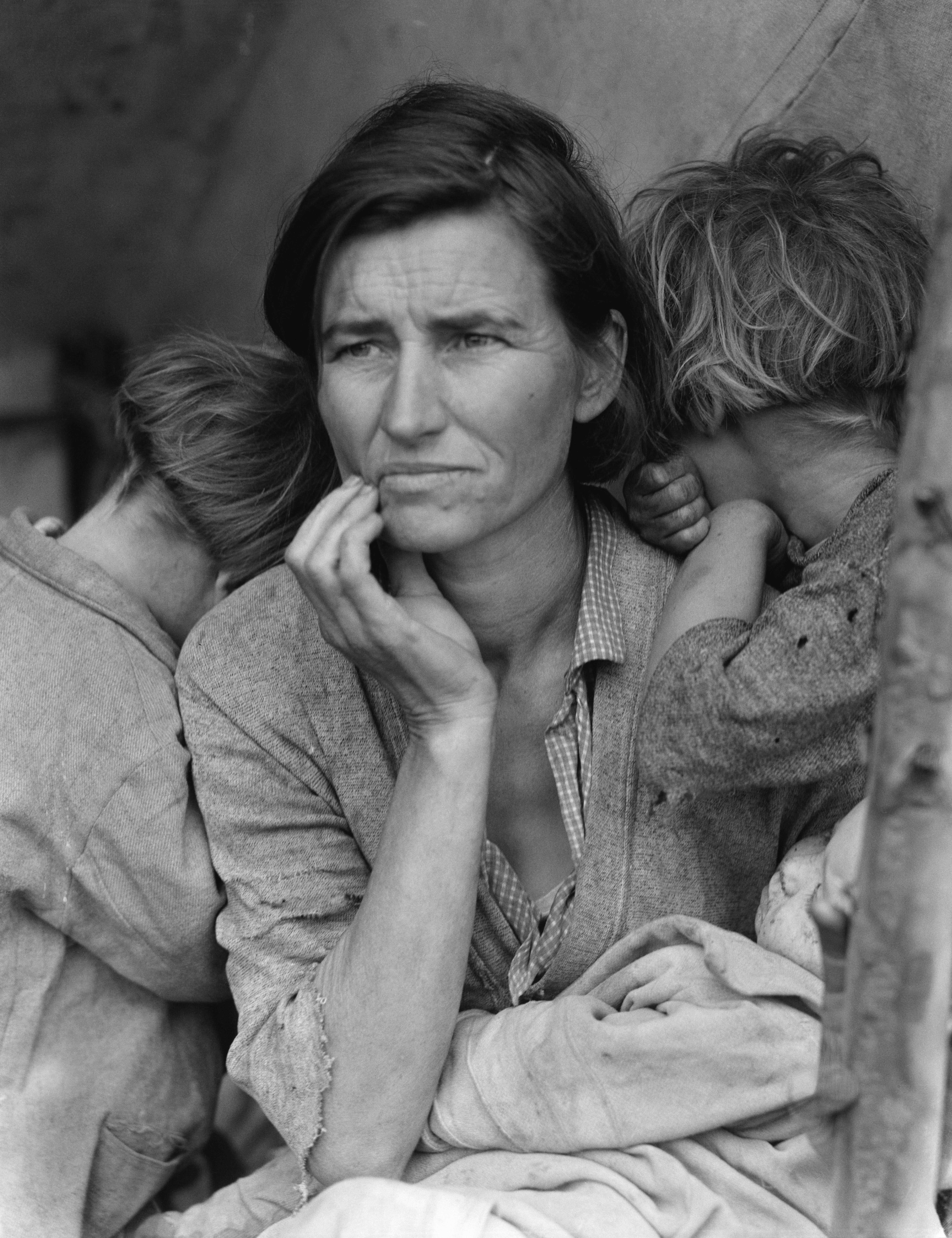
Mère migrante (Migrant Mother), par Dorothea Lange, 1936. Cette photographie est devenue un des symboles de la Grande Dépression.

La situation s'enlise alors dans un cercle vicieux pendant plusieurs années. La chute se traduit à de nombreux niveaux, y compris dans les cours de bourse : l'indice Dow Jones perd pratiquement 90 % entre son niveau le plus haut en 1929 et son niveau le plus bas en 1932. En raison de l'éclatement de la bulle spéculative, de nombreux plans d'investissements se révèlent insolvables, voire frauduleux. La crise boursière dégénère en crise bancaire. Les banques font faillite : elles sont prises en tenaille entre l'effondrement de la valeur de leurs actifs (elles sont parfois engagées dans des affaires douteuses, même si des entreprises régulières et solides sont également frappées), les défauts de remboursement de leurs emprunteurs et la réduction de leur activité de crédit, à quoi s’ajoute leur incapacité à rembourser leurs propres déposants. Dans un tel climat, il en faut peu pour provoquer la faillite de certaines banques et précipiter l'effondrement du système bancaire. La précarité du système bancaire encourage la population à conserver ses liquidités et le manque de liquidités sur le marché empêche la reprise d'une activité économique à même d'inverser la tendance.
Entre 1929 et 1933, la production industrielle américaine baisse de moitié. Entre 1930 et 1932, 773 établissements bancaires font faillite, ce qui fait augmenter de manière conséquente le taux de chômage chez les ouvriers(et les employés) au début des années 1930 : le taux de chômage aux États-Unis atteint 9 % en 1930. Le pays compte quelque 13 millions de chômeurs en 1932. En 1933, lorsque Roosevelt devient président, 24,9 % de la population active est au chômage et deux millions d’Américains sont sans-abri.
Les manifestations de la faim se multiplient. En mars 1930, 35 000 personnes défilent dans les rues de New York. En juin 1932, les anciens combattants réclament le paiement des pensions à Washington : ils sont violemment délogés par les soldats. Une grande grève dans le secteur du textile éclate en 1934. Dans les campagnes, la situation économique se dégrade, notamment à cause de la sécheresse et du Dust Bowl (1933-1935). En 1933, la diminution de 60 % des prix agricoles affecte durement les agriculteurs (effet ciseaux). La ruine des fermiers des Grandes Plaines pousse des milliers de personnes à s'installer dans les États de l'Ouest. Face à la misère qui grandit, l'influence communiste progresse dans les milieux populaires.

### Diffusion de la crise dans le monde
La diffusion de la crise se réalise par deux canaux. Comme les banques américaines ont alors des intérêts dans de nombreuses banques et bourses européennes et qu'elles rapatrient d'urgence leurs avoirs aux États-Unis, la crise financière se propage progressivement dans toute l'Europe. Parallèlement, les échanges économiques internationaux subissent de plein fouet d'abord le ralentissement qui commence aux États-Unis, ensuite l'effet négatif des réactions protectionnistes, d'abord des États-Unis, puis de tous les autres pays quand ils sont touchés à leur tour ; la France et le Royaume-Uni effectuent un recentrage sur leurs colonies, mettant au point la « préférence impériale », interdite lors de la conférence de Berlin (1885) mais à nouveau pratiquée après 1914. Les relations économiques étant à l'époque bien moindres qu'aujourd'hui, ces répercussions mettent quelques mois à se manifester : ainsi la France est touchée à partir du second semestre de 1930, soit six mois plus tard. L'Italie fasciste est touchée à partir de 1931.
Les réactions gouvernementales en Europe ne sont pas plus adéquates qu'aux États-Unis. En France la crise est aggravée par les mesures déflationnistes (baisse des prix et des salaires) des gouvernements Tardieu et Laval, malgré le lancement de grands travaux (dont l'électrification des campagnes). En Allemagne, le taux de chômage atteint plus de 25 % de la population active en 1932, alimentant désillusion et colère de la population. C'est notamment en promettant de juguler la crise qu'Adolf Hitler parvient au pouvoir le 30 janvier 1933. En Espagne, la crise économique coïncide avec l’arrivée du Front populaire au pouvoir et aggrave les tensions politiques qui mènent à la guerre civile de 1936.
En Amérique du Sud, en Asie et en Afrique, se produit la « crise des produits de dessert » liée à la forte baisse du pouvoir d'achat en Europe et en Amérique du Nord. Au Brésil, pour limiter les transports d'invendus et maintenir les cours, du café est brûlé dans les locomotives. Si le monde occidental entier est touché, l'Union soviétique de Staline reste à l'écart de la crise en raison de son système économique autarcique et de la non-convertibilité du rouble.

## Causes
Plusieurs explications concurrentes s'opposent au sujet des causes de la Grande Dépression. Milton Friedman et Anna Schwartz soutiennent l'origine monétaire de la crise dans l'ouvrage Une histoire monétaire des États-Unis, 1867-1960, que l'on appelle généralement la Grande contraction. La Grande Dépression n'aurait été à l'origine qu'une crise économique classique, mais elle aurait été amplifiée par la politique monétaire de la Réserve fédérale (Fed). Peu interventionniste, souhaitant laisser libre cours aux marchés, la Fed a laissé la masse monétaire chuter de plus d'un tiers. Cela a exercé une pression à la baisse sur les échanges économiques.
Cette explication est en concurrence, quoiqu'en partie compatible, avec celle avancée par John Maynard Keynes dans la Théorie générale de l'emploi, de l'intérêt et de la monnaie. La crise de 1929 se serait transformée en Grande Dépression par le biais d'une sous-consommation chronique. Le chômage et les anticipations négatives des entreprises et des ménages ont conduit à une contraction de la demande, et donc à un cercle vicieux par lequel les entreprises ont mis à l'arrêt leurs usines, licenciant plus encore de salariés. Il s'agit de l'explication keynésienne de la Grande Dépression.
Une troisième explication pointe du doigt l'endettement excessif que connaît l'Amérique en 1929. L'économie américaine avait connu une décennie de croissance reposant en partie sur l'endettement. Le surendettement des ménages et des entreprises s'est traduit par des effets de levier dangereux. La crise provoque une incapacité des agents économiques à rembourser leurs emprunts, ce qui cause des faillites en série tant des ménages que des entreprises, dont des banques.
Il existe également une explication géopolitique à la Grande Dépression. Il s'agit de l'explication de Charles Kindleberger : selon la théorie de la stabilité hégémonique, les crises économiques mondiales ne peuvent être stabilisées que dans le cas où une puissance dominante, l'hegemon, prend à sa charge la fourniture de biens publics mondiaux, dont le soutien face à des crises économiques fait partie. Or, les années 1920 sont marquées par la perte de statut d'hegemon du Royaume-Uni, et un refus latent des États-Unis d'endosser ce rôle. L'Amérique n'a ainsi pas pris la crise en main en tant que leader mondial, alors que c'est le seul pays qui disposait de la puissance économique et financière pour redresser la situation à la racine.
En termes monétaires, certains auteurs mettent en avant le poids des tensions déflationnistes sur l'économie mondiale dès 1928. Le rôle de l'accumulation de masses d'or importantes par la France est à ce titre tout particulièrement pointé du doigt (responsabilité de la France dans la Grande Dépression). En thésaurisant de l'or, la France aurait réduit les masses monétaires des autres pays, et serait ainsi responsable d'environ 30 % de la déflation de 1930-1931.
Enfin, certains économistes se sont intéressés au rôle joué par le protectionnisme dans le déclenchement de la crise.

## Politiques mises en place pour sortir de la crise

### New Deal(1933)

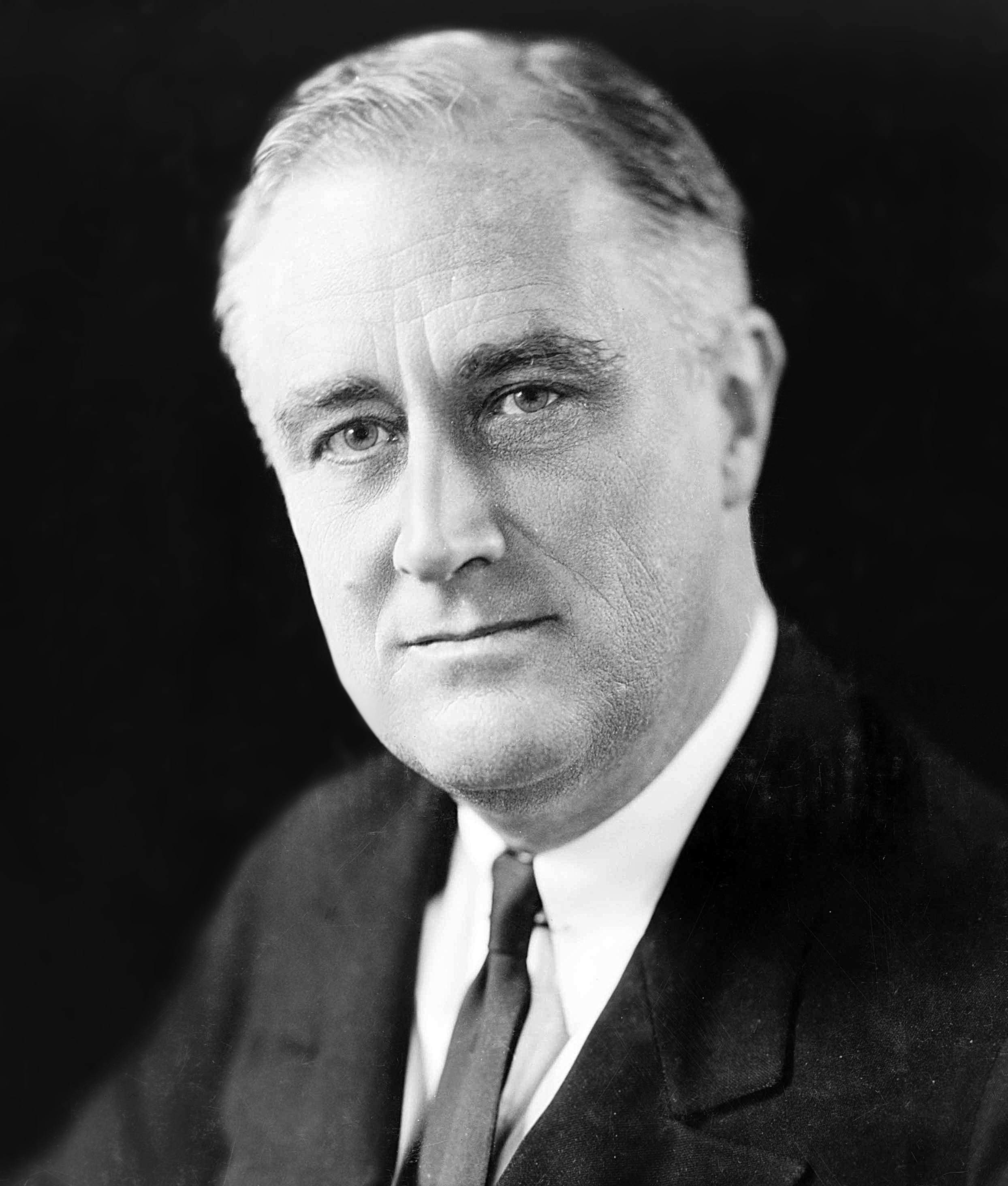
Franklin Delano Roosevelt en 1933.

#### Une politique interventionniste
Herbert Hoover, président républicain des États-Unis de mars 1929 à mars 1933, tenta sans grand succès de remédier à la crise. Ses adversaires démocrates le surnommaient le Do nothing. Wall Street ayant perdu trois quarts de sa valeur, il faut d'urgence lancer les grandes réformes financières et boursières de son successeur Roosevelt. Reposant sur le crédit à la consommation, l'économie américaine est alors étranglée par l'effondrement de ses banques. En novembre 1932, les États-Unis élisent Franklin Delano Roosevelt (démocrate) pour remplacer Hoover à la tête de l'État. Le taux de chômage approchait alors les 25 % de la population active. Roosevelt prit ses fonctions en mars 1933 et lança plusieurs programmes nationaux afin d'accroître le volume de liquidités et de réduire le chômage (c'est ce que l'on nomma le New Deal). Cet interventionnisme économique très fort conduit la Cour suprême à des arrêts négatifs, immédiatement présentés par le gouvernement comme une opposition politique ;cependant, à partir de 1937, par l'arrêt West Coast Hotel Co. v. Parrish (en), la cour adapte sa jurisprudence et n'essuie plus guère cette critique.
Le Congrès envisagea de réduire la semaine de travail à trente heures afin de créer des emplois. Roosevelt mit en œuvre des mesures d'urgence impliquant un contrôle étatique du fonctionnement du capitalisme. Celles-ci incluaient la garantie des fonds bancaires par le système de la Réserve fédérale (Fed), l'utilisation de l'argent public pour acheter et détruire des récoltes afin de faire monter les prix, un programme de travaux d’intérêt général employant dans des chantiers 2,3 millions de jeunes chômeurs, une forme limitée d'autorégulation de l'industrie au moyen de cartels pour contrôler les prix et les niveaux de production, des quantités limitées de production étatique directe sous le contrôle de la Tennessee Valley Authority, ainsi que des mesures permettant aux travailleurs de former des syndicats et d'obtenir des hausses de salaire afin d’accroître la demande des biens de consommation.

#### La force des syndicats
L'amélioration de la situation économique et des droits syndicaux entraîna chez une partie des travailleurs un sentiment nouveau de confiance en leur capacité à lutter. Des syndicats, tels que le Congrès des organisations industrielles (CIO), recrutent des millions de nouveaux membres. Dans les six premiers mois du New Deal, au moins quinze ouvriers grévistes furent tués, deux cents blessés et des centaines incarcérés. En 1934, les grèves des ouvriers de l'industrie automobile, des chauffeurs routiers de Minneapolis et des débardeurs de San Francisco furent victorieuses, malgré les attaques de briseurs de grève et de la police. Les grèves se multiplièrent au cours des années 1935-1937, permettant dans bien des cas d'obtenir des améliorations salariales. Ces mouvements sociaux, qui favorisaient la solidarité entre travailleurs blancs et noirs, permirent de faire reculer le racisme. Le CIO était alors la seule grande institution de la société américaine où les ouvriers noirs avaient une possibilité de « participation authentique » aux côtés des travailleurs blancs. Ce syndicalisme reflua en 1937, notamment lorsque dix-huit grévistes furent tués par la garde nationale et des centaines d'autres arrêtés lors d'une grève en mai. Dans plusieurs États, les gouverneurs renforcèrent la législation anti-syndicale. Dix grévistes sont également tués à Chicago par la police. En 1939, le nombre de grèves fut deux fois moins élevé qu'en 1937.

#### L'assainissement du secteur bancaire
Les États-Unis tentèrent également d'assainir les pratiques bancaires en leur donnant un cadre légal plus strict, afin de protéger et rassurer les clients. En 1933, le Banking Act appelé Glass-Steagall Act est voté dans ce but. Il instaure une séparation entre les banques de dépôt (épargne et prêt) et les banques d'investissement (vente de valeurs mobilières diverses).
Après avoir été largement contourné par l'ensemble de la profession bancaire, il est abrogé en 1999 par Bill Clinton. Mais la crise économique de 2008 entraîne sa remise en place sous la présidence de Barack Obama.

#### Un bilan controversé
Le New Deal voulut offrir une réponse politique aux attentes sociales nées du désastre humain de la crise dont témoigne par exemple le roman Les Raisins de la colère de Steinbeck. Il entend redonner espoir aux Américains. Roosevelt sera réélu en 1936, 1940 et 1944. Il fournit aussi aux États-Unis des infrastructures — routes, aménagements hydroélectriques — encore partiellement utilisées à l'heure actuelle.
Le New Deal est souvent crédité d'avoir permis de surmonter la crise. Ce point de vue, généralement admis jusque vers les années 1960, est aujourd'hui contesté par certains économistes[réf. nécessaire]. Lorsque survint la Seconde Guerre mondiale, en 1939, soit huit ans après les débuts du New Deal, les États-Unis étaient encore en pleine crise. Une personne sur sept était encore sans emploi à la fin des années 1930.
Certains affirment[réf. nécessaire] que l'instabilité inhérente des marchés économiques causa une crise si profonde que même les interventions du New Deal, aussi pertinentes qu'elles fussent, n'auraient pas pu rétablir rapidement la situation. D'après eux, la crise de 1929 correspondant à la période de l'histoire américaine où l'intervention du gouvernement fut la plus forte, on pourrait raisonnablement penser que l'action du gouvernement n'a fait qu'accentuer la dépression, plutôt que d'y remédier. Ils tirent, entre autres, argument du fait qu'après un redressement initial, l'économie a replongé à partir de 1937, à peu près au moment où la Cour suprême a permis au New Deal de prendre plus d'ampleur.
La thèse défendue par l'école autrichienne d'économie (Hayek, Mises) est que la crise fut en fait causée par les interventions politiques ayant permis le développement d'une bulle spéculative qui éclata le « jeudi noir ». Selon les monétaristes comme Friedman, elle aurait été aggravée par la politique monétaire trop restrictive de la Fed, et elle prit fin lorsque cette politique cessa, pour redevenir plus accommodante. La Fed elle-même s'est ralliée à cette thèse et gère maintenant toutes les crises comparables en conséquence : elle fait largement crédit par des taux bas, crédit qu'elle résorbe ensuite par des taux croissants.[réf. nécessaire]

### Plan de relance allemand
L'Allemagne suivit dès le début des années 1930 une politique différente des recettes de l'orthodoxie de l'époque. Sous la responsabilité financière de Hjalmar Schacht, elle se lance dans une politique d'investissement massif, avec des objectifs civils. Galbraith écrira dans son livre sur « la monnaie » que la politique allemande fut à cette époque une politique keynésienne complète avant l'heure. La doctrine de Keynes dit en effet qu'il faut rétablir par une politique d'investissement public l'équilibre perdu entre épargne et investissement. C'est de cette époque que date le réseau d'autoroutes allemand (dont l'équivalent en France ne sera construit que trente ans plus tard). Cette politique est menée sans aucune inflation, ce qui vaudra une réputation durable au ministre des finances, malgré son rôle ultérieur dans l'appareil nazi. Malgré un apport non-négligeable de la politique de financement des grands conglomérats industriels de l'armement, le plein emploi est quasiment revenu avant même qu'Hitler n'oriente l'économie allemande vers la production militaire.[réf. nécessaire]

### Absence de plan de relance italien
En Italie, où l'exemple allemand n'est suivi que très partiellement, les aventures coloniales extérieures absorbent une partie importante de l'énergie nationale et l'économie restera faible pendant toute la période.

### Hésitations françaises
La Grande Dépression en France ne commence qu'à l'automne 1931, lorsque les exportations s'arrêtent, à la suite de la dévaluation de la livre. La France se replie sur son Empire et ne parvient pas à élaborer une politique constante. Au lieu de relancer la demande d'investissement public comme en Allemagne, on s'oriente vers une politique malthusienne sur l'offre de travail, avec les congés payés et surtout les « quarante heures », qui selon le démographe français Alfred Sauvy, dans son Histoire économique de la France entre les deux guerres, bloque la reprise qui commençait à se manifester. L'effort de production militaire est tardif et n'a qu'une influence marginale sur l'activité.

### Autres
La situation est peu ou prou la même au Royaume-Uni, qui a tenté de revenir à un taux de change en or intenable pour la Livre avant même 1929, et qui a connu une stagnation plus longue que les autres pays. La politique d'armement ne commence vraiment que très peu de temps avant la guerre et ne peut être considérée comme la méthode qui a permis de sortir de la crise. Le Japon connaît une période d'avant-guerre très différente des démocraties du fait de son expansionnisme militaire et de l'encadrement rigoureux de la population. Il manque de pétrole pour ses entreprises. La guerre avec les États-Unis sera largement provoquée par l'embargo (l'interdiction d'exporter) décidé par ce pays sur les exportations pétrolières vers le Japon.[réf. nécessaire]

### Économie de guerre
En outre, tous ces pays furent ruinés par la guerre. Les États-Unis connurent une période de forte activité pendant la Seconde Guerre mondiale avec le retour au plein emploi, la mobilisation des hommes jeunes étant compensée par le recours massif à la main-d'œuvre féminine dans les usines d'armement. D'énormes investissements furent faits dans beaucoup de domaines qui, après-guerre, donnèrent un avantage technologique au pays. Lorsque la guerre arriva à son terme, le retour des millions de soldats dans leurs foyers imposa une période de réajustement de l'économie. C'est cette transition qu'était censée faciliter la G.I. Bill. En fait, ce fut le seul pays (en l'occurrence les États-Unis) important à ne pas sortir ruiné de la guerre. La guerre avait également permis à des économistes keynésiens, sous l'influence de Hansen, de peupler l'administration qui, pendant la période, se dote des moyens en hommes, en idées et en droit, de son action. La paix retrouvée, ils mirent en place une politique de dépense publique qui ne faiblira plus. Ces exemples montrent que la montée vers la guerre ne sera nulle part le secret de la fin de la crise de 1929. La guerre marquera une rupture dans les mentalités, provoquera un besoin de reconstruction intense pendant une dizaine d'années, provoquera une concentration du pouvoir économique dans l'État qui est désormais partout chargé du droit au travail et à la sécurité sociale. La nouveauté keynésienne devient la nouvelle orthodoxie et tous les gouvernements deviennent alors « keynésiens ».[réf. nécessaire]